# B. Settihalli, Nagamangala
B. Settihalli là một làng thuộc tehsil Nagamangala, huyện Mandya, bang Karnataka, Ấn Độ.